# Cissus okoutensis
Cissus okoutensis är en vinväxtart som beskrevs av R.P. Berhaut. Cissus okoutensis ingår i släktet Cissus och familjen vinväxter. Inga underarter finns listade i Catalogue of Life.